# Насьйональ-ПР
«Насьйональ-ПР» (порт. Nacional Atlético Clube Sociedade Civil Ltda.) — бразильський футбольний клуб з міста Роландія, штат Парана. Домашні матчі проводить на стадіоні «Хоау Кавальканте ді Менежеш», який вміщує 4 200 вболівальників. Клубні кольори — чорний та білий.

## Історія
Клуб було засновано 28 квітня 1947 року. У 1998 році команда стала переможницею Третього дивізіону Ліги Паранаенсе, а в 2003 році — переможцем Другого дивізіону Ліги Паранаенсе. В 2004 році команда дебютувала в Серії C чемпіонату Бразилії, але вилетіла з розіграшу чемпіонату за підсумками першої частини сезону.

## Досягнення
- Другий дивізіон Ліги Паранаенсе
  -  Чемпіон (2): 2003, 2008

- Третій дивізіон Ліги Паранаенсе
  -  Чемпіон (1): 1998

## Відомі гравці
- Даніло